# Hr.Ms. Reinier Claeszen (1894)
De Hr.Ms. Reinier Claeszen was een monitor van de Koninklijke Marine. Het schip werd als ramschip gebouwd op de Rijkswerf te Amsterdam en daar op 21 november 1891 te water gelaten. Op 1 maart 1894 werd zij te Hellevoetsluis in dienst gesteld. De bouwkosten bedroegen ƒ 1.960.000. Vanaf 12 mei 1893 werd ze als monitor aangeduid.
Het schip was niet volledig zeewaardig: het stuurde slecht en had veelvuldig te kampen met averij. Ze diende dan ook alleen in Nederlandse kustwater en vanaf 1907 uitsluitend in havendienst, onder meer bij havenstakingen in Amsterdam en Rotterdam.
Op 22 april 1913 werd de Reinier Claeszen voor reparatie en verbouwing op de werf in Hellevoetsluis gelegd, maar op 28 november 1913 werden de werkzaamheden gestaakt. Op 21 april 1914 is ze van de sterkte gehaald en nog enige tijd als drijvend oliedepot gebruikt. Op 21 november 1915 is ze voor ƒ 40.539 verkocht voor sloop.
Het schip was vernoemd naar viceadmiraal Reinier Claeszen. De Koninklijke Marine had eerder een schroefstoomschip naar dezelfde officier genoemd.